# Robotron: 2084
Robotron: 2084 (también mencionado como Robotron) es un videojuego arcade desarrollado por Vid Kidz y publicado por Williams Electronics en 1982. Es un juego de disparos con gráficos en dos dimensiones. El juego está ambientado en el año 2084, en un mundo ficticio donde los robots se han vuelto en contra de los humanos. El objetivo es derrotar infinitas olas de robots, rescatar a los humanos supervivientes, y ganar todos los puntos posibles.
Los diseñadores, Eugene Jarvis y Larry DeMar, se inspiraron en la novela 1984, de George Orwell, y en el videojuego Berzerk. Un control de dos joysticks fue creado para que el jugador tuviese controles más precisos, y enemigos con diferentes comportamientos fueron añadidos para hacer el juego desafiante.
Robotron: 2084 fue exitoso crítica y comercialmente. Los críticos alabaron la intensa acción y el diseño de los controles. El juego es frecuentemente listado como una de las mejores contribuciones de Jarvis a la industria del videojuego. Fue adaptado a numerosas plataformas, inspiró el desarrollo de otros juegos, y fue continuado con secuelas.